# 光叶合欢
光叶合欢（学名：Albizia lucidior）也称蒙自合欢，是豆科合欢属的植物。分布于南亚、东南亚、台湾岛以及中国大陆的广西、云南等地，生长于海拔700米的地区，常生长在次生林灌丛中，目前已由人工引种栽培。

## 异名
- Albizia gamblei Prain